# Héctor Castillo
Héctor Castillo es un músico, productor musical e ingeniero de sonido venezolano, quien fue bajista de las bandas de rock Sentimiento Muerto y Dermis Tatú en la década de 1990.

## Biografía
Héctor Castillo fue parte de Sentimiento Muerto junto a Cayayo Troconis, reemplazando a Wincho Schaffer, y luego formó junto a este Dermis Tatú, con quienes estuvo diez meses en Argentina haciendo conciertos y grabando su único álbum, La violó, la mató, la picó.
Tras la separación de Dermis Tatú, Castillo se estableció en Estados Unidos, donde trabajó en los Looking Glass Studios de Philip Glass en New York, al principio sirviendo café y sacando la basura, y más adelante como el principal ingeniero de sonido. En ese lugar fue ingeniero de mezcla de Heathen (2002) de David Bowie e ingeniero de grabación de The Raven (2003) de Lou Reed.
Posteriormente fue ingeniero de grabación y de mezcla en el álbum Ahí vamos (2006) de Gustavo Cerati y de Hudson River Wind Meditations (2007), donde trabajó nuevamente con Lou Reed. Produjo el álbum de remezclas de Philip Glass, Rework (2012) junto a Beck, entre otros, y fue productor del álbum New York City de Brazilian Girls (2008) y de Fuerza natural (2009), su segunda y última colaboración con Cerati antes de su muerte, con el cual ganaron cuatro Grammys Latinos. Fue también uno de los productores de Nueve de Massacre (2024).
Castillo participó en 2014 en un programa musical de la empresa Converse para grabar y producir a artistas emergentes en Argentina y Colombia de manera gratuita.

## Discografía

### Como músico
- Infecto de afecto de Sentimiento Muerto
- La violó, la mató, la picó de Dermis Tatú

### Como productor
- Mediocre (2008) de Ximena Sariñana
- Río (2008) de Aterciopelados
- New York City (2008) de Brazilian Girls
- Fuerza natural (2009) de Gustavo Cerati
- Caramelos de cianuro (2010) de Caramelos de Cianuro
- Indeleble (2011) de Los Mesoneros
- 8 (2015) de Caramelos de cianuro
- La fiesta del Rey Drama (2016) de Americania
- Jueves (2019) de El Cuarteto de Nos
- El pozo brillante (2021) de Vicentico
- Cada segundo dura una eternidad (2022) de Emiliano Brancciari
- Lámina Once (2022) de El Cuarteto de Nos
- El viaje de la canción (2023) de Barco
- Puertas (2025) de El Cuarteto de Nos

### Como ingeniero de mezcla
- Heathen (2002) de David Bowie
- Ahí vamos (2006) de Gustavo Cerati
- Hudson River Wind Meditations (2007) de Lou Reed
- Fuerza natural (2009) de Gustavo Cerati